# 金色小褐鱈
金色小褐鱈，為輻鰭魚綱鱈形目稚鱈科的其中一種，分布於西大西洋海域，深度0-139公尺，為亞熱帶海水魚，體長可達10.6公分，棲息在底中層水域，生活習性不明。
其种加词“Fulvus”意为“红黄色的”。